# Lern-Fair
Lern-Fair (ehemals Corona-School) ist eine Bildungsorganisation, die eine Online-Plattform für kostenfreie und digitale Lernunterstützung anbietet. Seit 17. Mai 2021 läuft die Plattform des Lern-Fair e. V. unter dem Namen Lern-Fair.
Das Ziel von Lern-Fair ist es, allen Schülern in Deutschland dieselben Chancen auf Bildung zu ermöglichen. Mit drei verschiedenen Lerninitiativen soll Schülern in ganz Deutschland ein kostenfreier und unbürokratischer Zugang zu digitalen Bildungsangeboten gegeben und damit Bildungschancen geschaffen werden.
Lern-Fair bietet sowohl private Lernunterstützung für Schüler mit Lernschwächen und weniger Zugang zu Bildung als auch Gruppenkurse mit unterschiedlichem Fokus an.

## Plattform
Auf der Plattform können sich Schüler mit Nachhilfebedarf registrieren sowie Studierende, die ehrenamtlich ihr Wissen weitergeben möchten. Über die Plattform werden Schüler und Studierende für eine 1:1-Lernunterstützung per Videochat verbunden. Zuvor durchlaufen die Studierenden zur Qualitätssicherung ein Gespräch mit dem Trägerverein. Neben Videonachhilfe bieten Studierende Projektcoaching im Rahmen einer Kooperation mit Jugend forscht. Zudem werden Onlinekurse, Workshops und Arbeitsgemeinschaften für Schüler über die Plattform von Lern-Fair angeboten. Alle Angebote sind kostenlos und digital.
Lehramtsstudierende können ihr schulisches Pflichtpraktikum unter bestimmten Voraussetzungen über Lern-Fair absolvieren.

## Geschichte

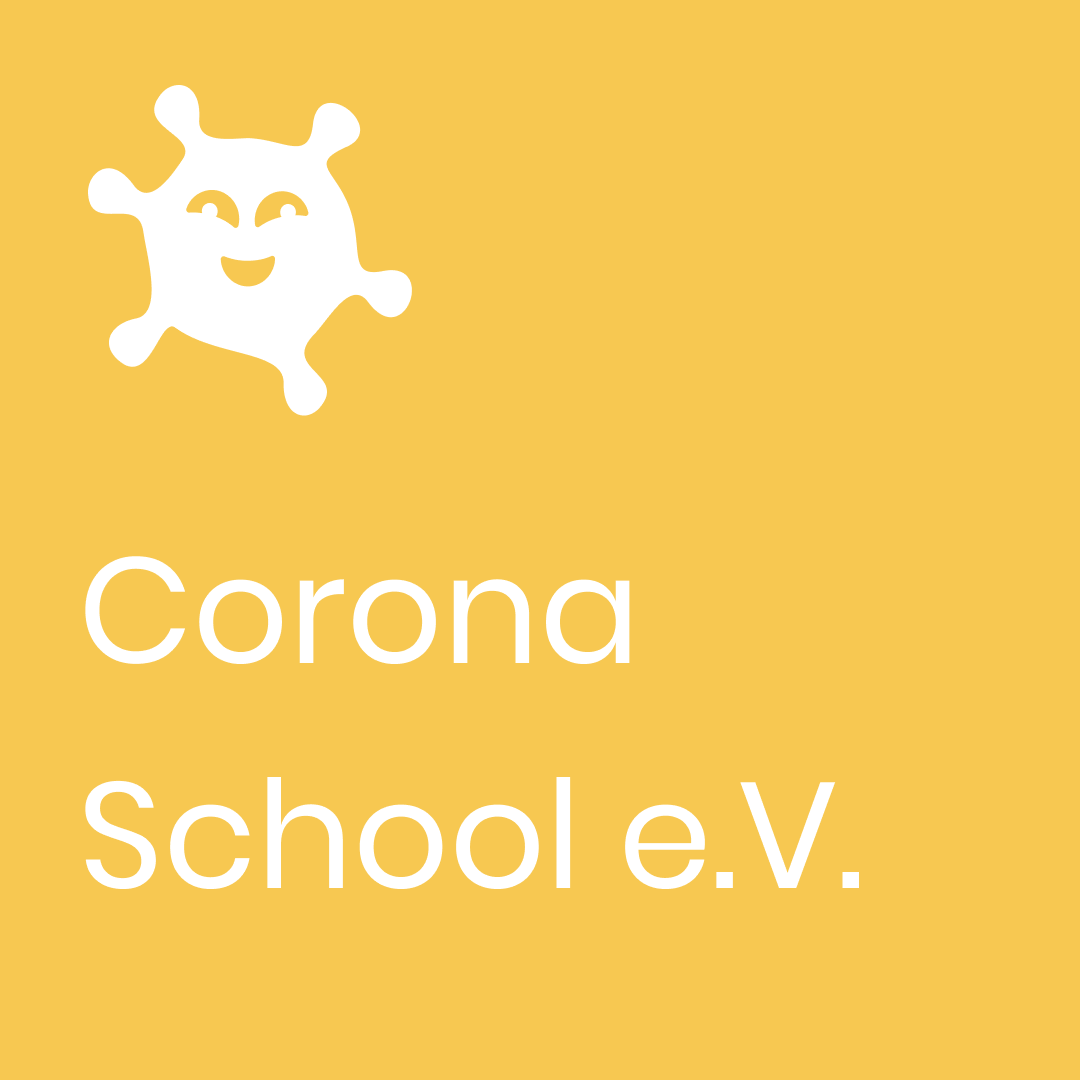
altes Logo der Corona School

Lern-Fair entstand im März 2020 vor dem Hintergrund der durch die COVID-19-Pandemie bedingten Schulschließungen im Rahmen des #WirVsVirus-Hackathons. Die vier Initiatoren Christopher Reiners, Lukas Pin, Tobias Bork und Gero Embser gründeten die Plattform www.corona-school.de, auf der sich Schüler und Studierende registrieren konnten. Im April 2020 wurde der gemeinnützige Verein Corona School e. V. gegründet. Innerhalb von anderthalb Wochen meldeten sich über 5.000 Nutzer an, bis Mai 2020 über 20.000 Personen. Anfang 2021 unterstützten über 11.000 Studierende ehrenamtlich rund 16.000 Schüler.

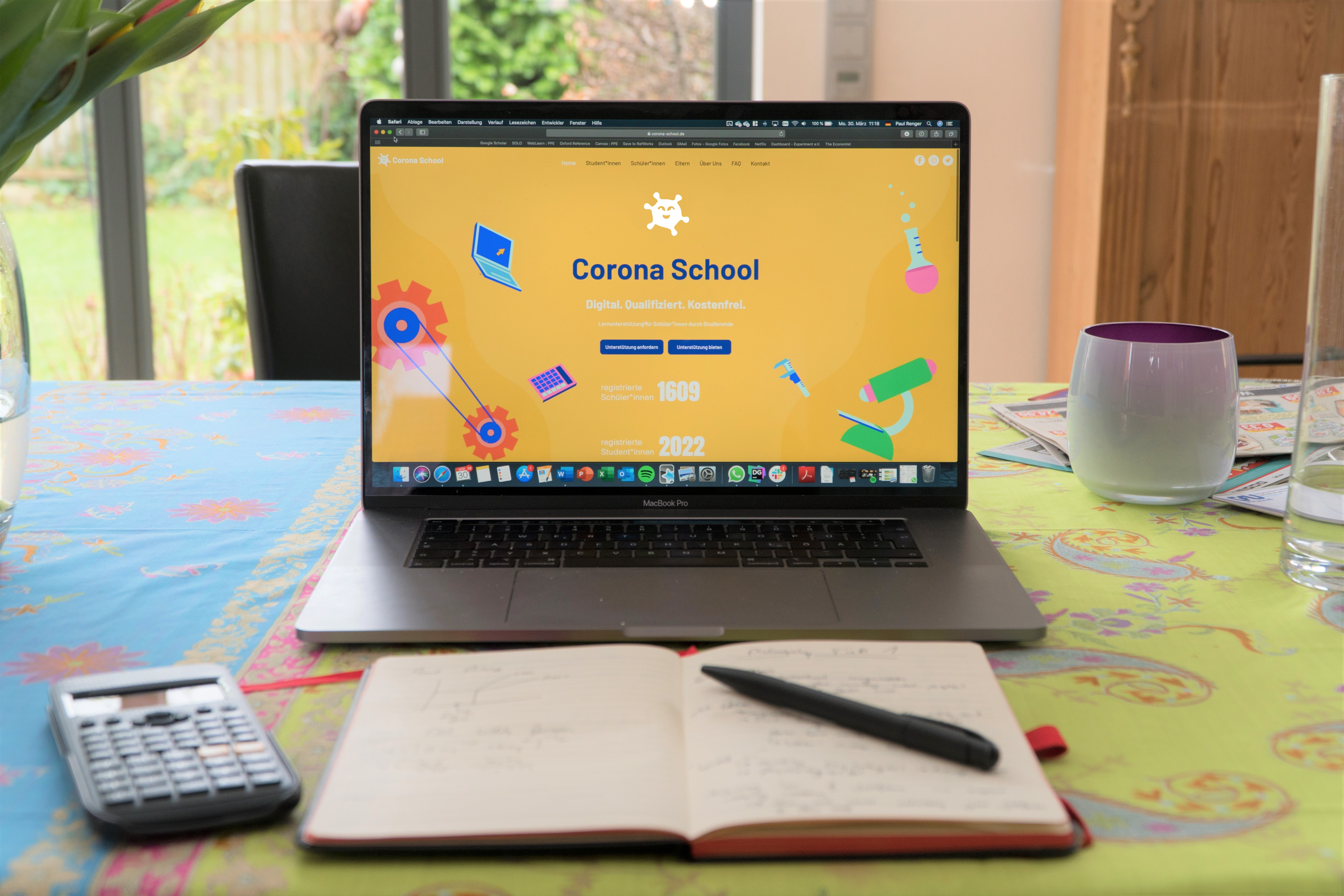
Die alte Website der Corona School

Für die Zeit nach der Corona-Pandemie wurde eine Fortsetzung des Angebots insbesondere für bedürftige Schüler geplant und umgesetzt.
Am 17. Mai 2021 benannte der Verein seine digitale Lernplattform Corona-School in Lern-Fair um.
Am 1. Juni 2024 übernahm Elke Büdenbender die Schirmherrschaft des Lern-Fair e. V.

## Partner
Lern-Fair wird gefördert durch die Andreas Gerl Stiftung, die Deutsche Fernsehlotterie, die Dieter Schwarz Stiftung, die Deutsche Postcode Lotterie und die Deutsche Stiftung für Engagement und Ehrenamt. In den Anfangsjahren wurde Corona School durch SAP, die Santander Universitäten, die VINCI-Stiftung und die Deutsche Bahn Stiftung gefördert.

## Rezeption
Die Bildungsministerin des Landes Rheinland-Pfalz, Stefanie Hubig, lobte Lern-Fair als „tolle Unterstützung für alle Schülerinnen und Schüler“, Bundespräsident Frank-Walter Steinmeier bedankte sich telefonisch bei der Initiative. Elke Büdenbender, Schirmherrin des Lern-Fair e. V. und Frau des Bundespräsidenten Frank-Walter Steinmeier betont: „Wir wollen uns dafür stark machen, dass Kinder in Deutschland die gleichen Chancen auf eine gute Bildung haben, unabhängig von ihrer sozialen Herkunft.“

## Auszeichnungen
- Initiativ-Preis der Universität Bonn 2020[40]
- Gewinner des #wirfürschule-Hackathons 2020 des Bundesministerium für Bildung und Forschung
- Ausgezeichnetes Engagement GoVolunteer[41]
- Smart Hero Award 2020 in der Kategorie „Corona-Engagement“[42]
- digital.engagiert-Auszeichnung 2020 von Amazon und dem Stifterverband für die Deutsche Wissenschaft[43]
- Filippas Engel 2020[44]
- Wirkung hoch 100 des Stifterverband für die Deutsche Wissenschaft[45]
- startsocial-Stipendiat 2020/21[46]
- Finalistin Maria Matveev von Lern-Fair: Engagementpreis der Studienstiftung des deutschen Volkes, 2021 & 2023[47][48]
- Deutscher Engagementpreis 2021 (Sonderpreis)[49][50]
- Preisträger Lukas Pin von Lern-Fair: Cusanus-Preis, 2023[51]
- Preisträgerin Maria Matveev von Lern-Fair: Engagementpreis der Studienstiftung des deutschen Volkes, 2024[52]
- Preisträger Wir für morgen von Union Investment, 2024[53]